# Хайтауэр, Грейс
Грейс Хайта́уэр-Де Ни́ро (англ. Grace Hightower-DeNiro; 7 апреля 1955, Килмайкл, Миссисипи, США) — американский филантроп, светская львица, актриса

, певица, фотомодель и стюардесса.

## Биография

### Ранние годы и карьера
Грейс Хайтауэр родилась 7 апреля 1955 года в Килмайкле (штат Миссисипи, США).
В 1980 году, работая стюардессой в «TWA», Грейс была замечена людьми из модельного бизнеса, которые предложили ей работу модели, на что Хайтауэр ответила согласием.
В 1994 году Грейс дебютировала в кино, сыграв небольшую роль в эпизоде «Zeppo Marks Brothers» телесериала «Полиция Нью-Йорка». В 2009 году вышел фильм «Сокровище», в котором Хайтауэр сыграла роль социального работника, а также исполнила песню «Somethin’s Comin' My Way» к фильму.
В 2010 году Грейс основала «New York Women’s Foundation» — фонд для помощи малоимущим женщинам.

### Личная жизнь
С 17 июня 1997 года Грейс замужем за актёром Робертом Де Ниро, с которым познакомилась в Лондоне в 1987 году. У супругов есть двое детей — сын Эллиот Де Ниро (род. 18.03.1998) и дочь Хелен Грейс Де Ниро (род. в декабре 2011, рождена суррогатной матерью). 20 ноября 2018 года было сообщено о расставании пары.

## Фильмография

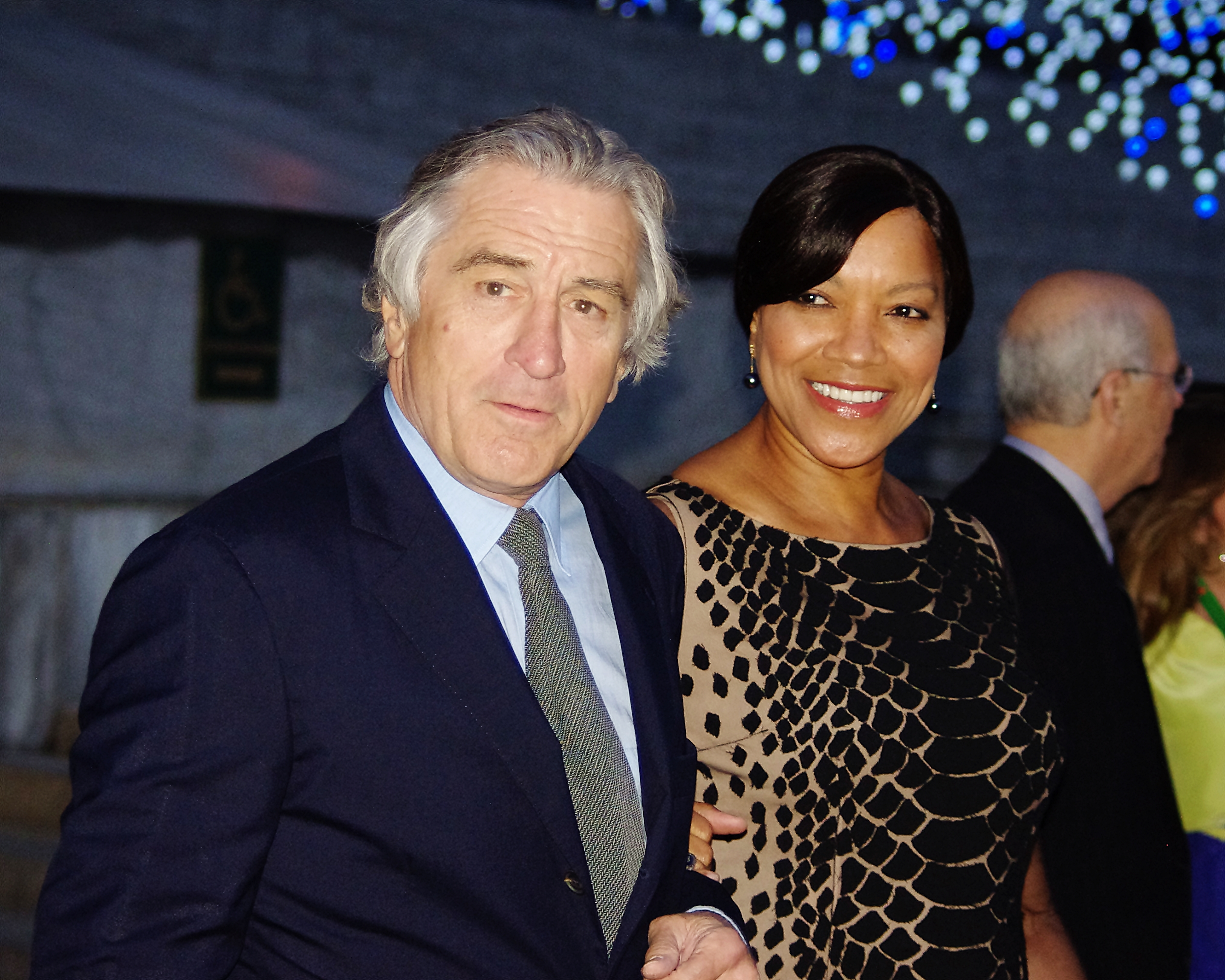
Хайтауэр с мужем Робертом Де Ниро в 2012 году

| Год  |   | Русское название  | Оригинальное название | Роль                |
| ---- | - | ----------------- | --------------------- | ------------------- |
| 1994 | с | Полиция Нью-Йорка | NYPD Blue             | женщина             |
| 2009 | ф | Сокровище         | Precious              | социальный работник |